# Вейнриб, Эрнест
Эрнест Дж. Вейнриб (род. 1943, Торонто) — канадский ученый-юрист, занимающийся вопросами теории права и философии права, в частности теории частного права. Он преподает на юридическом факультете Университета Торонто.

## Взгляды
В теории Вейнриба мир частного права (то есть деликта, договора и реституции) состоит из «двусторонних отношений между людьми, в которых право одного человека всегда является функцией обязанности другого».
В связи с этим он утверждает, что частное право не может объяснить такие факторы, как штрафные санкции и другие средства, используемые для модификации поведения. Частное право, по его мнению, является самоцелью, а не средством для каких-то других, в частности политических, экономических или социальных изменений. Единственная цель, по его словам, для «частного права — быть частным правом».
Вейнриб считает, что частное право «рассматривает стороны в судебном процессе как активные и пассивные полюса одной и той же несправедливости. Несправедливость [проявляется] в нарушении равенства сторон, когда каждая из них получает то, что принадлежит ей по праву».